# Підсніжник звичайний
Підсні́жник звичайний, підсніжник білосніжний (Galanthus nivalis) — багаторічна цибулинна рослина. Назва роду походить від грецьких слів, які в перекладі означають «молочно-квітковий» (гала «молоко» та антос «квітка»), колір квіток цієї рослини схожий на колір молока. Підсніжник звичайний зростає у листяних лісах і чагарниках в Карпатах та західних лісостепових районах.

## Вегетативні особливості
Ранньою весною місцями в лісах утворює на ґрунті чудовий білий мереживний килим. Цвіте у березні — квітні (навіть у лютому, якщо тепла зима). Дуже цінна декоративна рослина. Цибулини отруйні.
Ця рослина родом із півдня Європи, де він росте в гірських лісах на вологому ґрунті. Коли бутон підсніжника розкривається, спочатку розходяться три зовнішні, довгі чисто-білі листочки, потім відкриваються три внутрішні, коротші. Усередині заховано шість тичинок і маточка.

## Опис

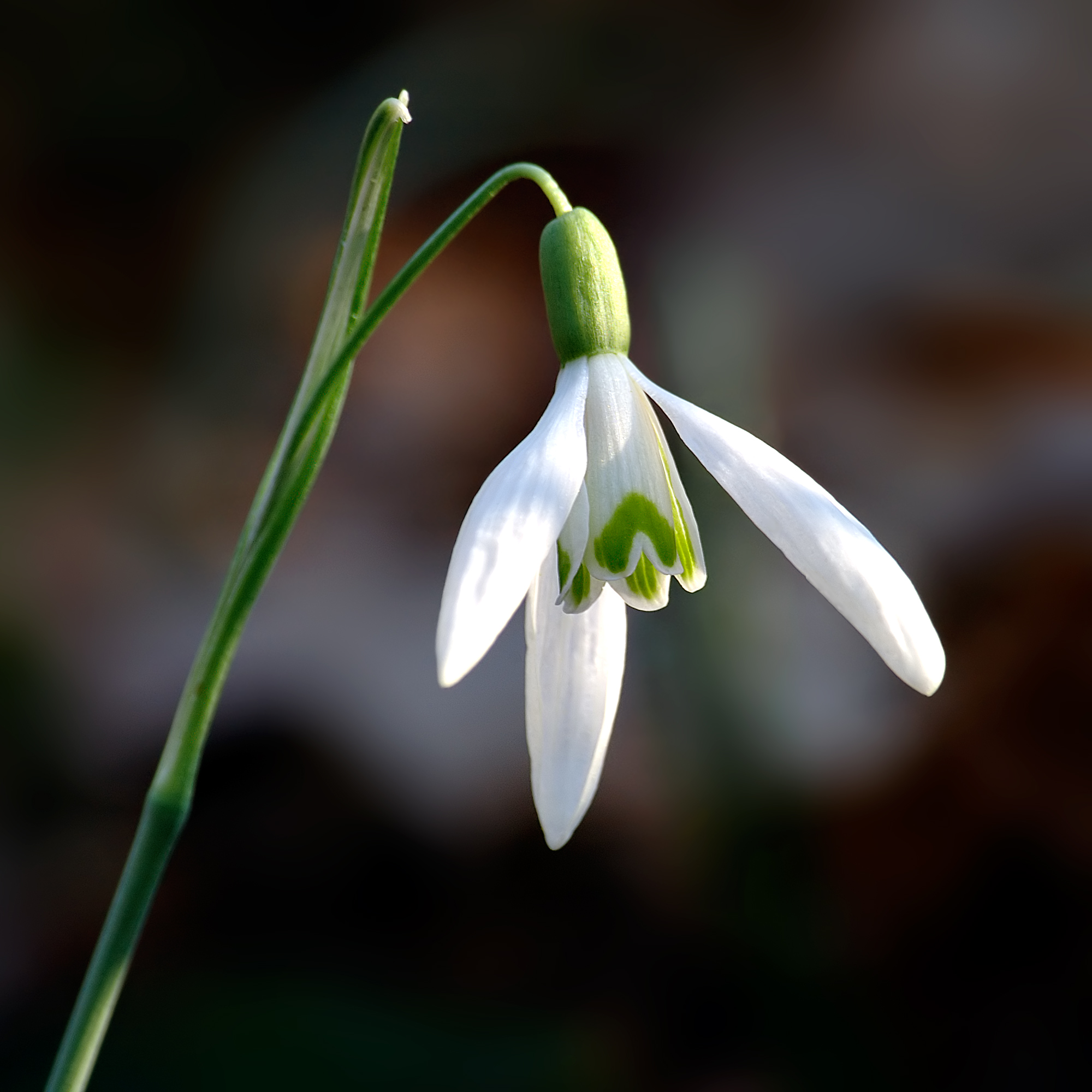
Підсніжник звичайний

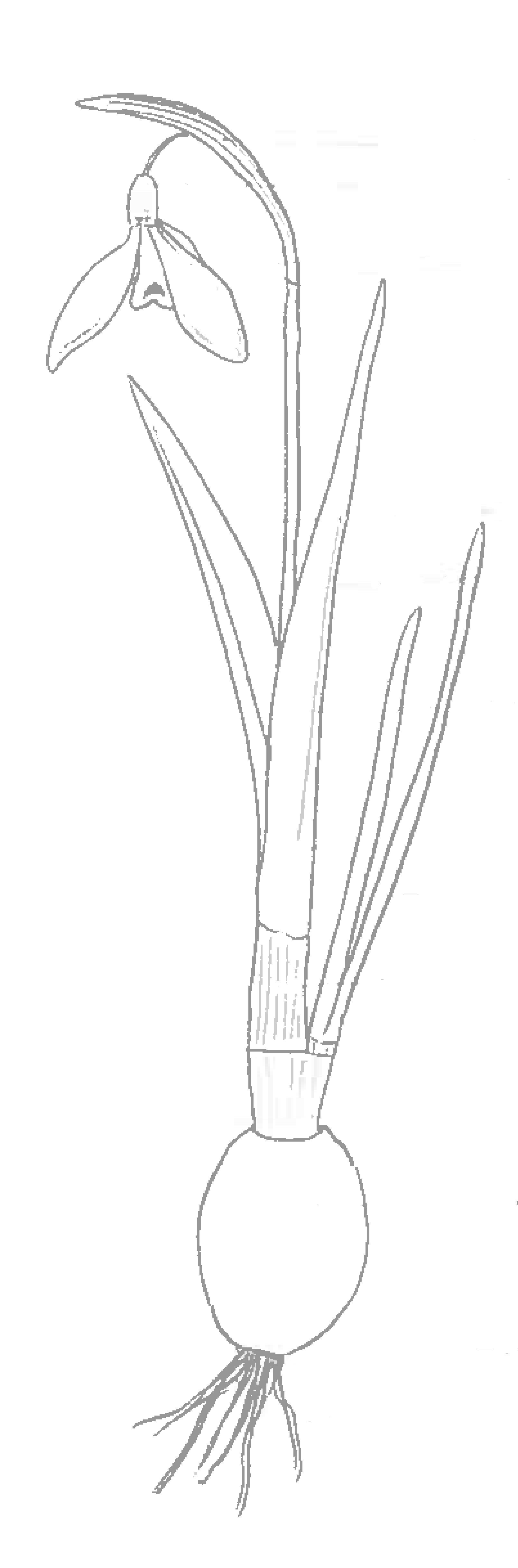

Galanthus nivalis виростає до 7-15 см заввишки, цвіте з січня по квітень у північній помірній зоні (січень-травень у дикій природі). Це багаторічні трав'янисті рослини, які ростуть з цибулин. Кожна цибулина зазвичай утворює два лінійні або дуже вузько ланцетні сіро-зелені листки та прямостоячий безлистий квітконіс (квітконосне стебло), який несе на верхівці пару приквіткових покривал, з'єднаних перетинчастою мембраною. Між ними з'являється одиночна, поникла, дзвоникоподібна біла квітка на тонкій квітконіжці.
Квітка складається з шести листочків оцвітини, які також називають сегментами. Три зовнішні більші та опукліші за внутрішні. Внутрішні сегменти квітки зазвичай мають на зовнішній поверхні зелену або зеленувато-жовту V- або U-подібну позначку (іноді описується як "місткоподібна") над маленькою виїмкою на кінчику кожного листочка. Внутрішня поверхня має слабку зелену позначку, що покриває всю або більшу її частину. Іноді трапляються рослини із зеленими позначками на зовнішній поверхні зовнішніх листочків оцвітини.
Шість довгих, загострених пиляків відкриваються порами або короткими щілинами. Зав'язь трикамерна, дозріває у трикамерну коробочку. Кожна білувата насінина має маленький м'ясистий придаток (елайосом), що містить речовини, привабливі для мурах, які розносять насіння. Листя відмирає через кілька тижнів після того, як квіти зів'януть.
G. nivalis є перехреснозапильною рослиною, але іноді відбувається самозапилення. Запилюється бджолами.

## Охорона
Ця рослина навесні користується величезним попитом, часто її масово збирають для продажу або пересадки. У зв'язку з цим вже в багатьох місцевостях, де колись підсніжників було багато, вони зникають або зникли. Підсніжник потребує охорони, він занесений до Червоної книги України (2009).
Збір квітів підсніжників, викопування цибулин заборонено. Економічно виправданим є вирощування і розмноження підсніжників на спеціальних плантаціях, якщо врахувати також, що це дуже цінна лікарська сировина. Препарати, виготовлені із цибулини підсніжника, використовують при лікуванні невритів, радикулітів та інших хвороб.

## Поширення та середовище проживання

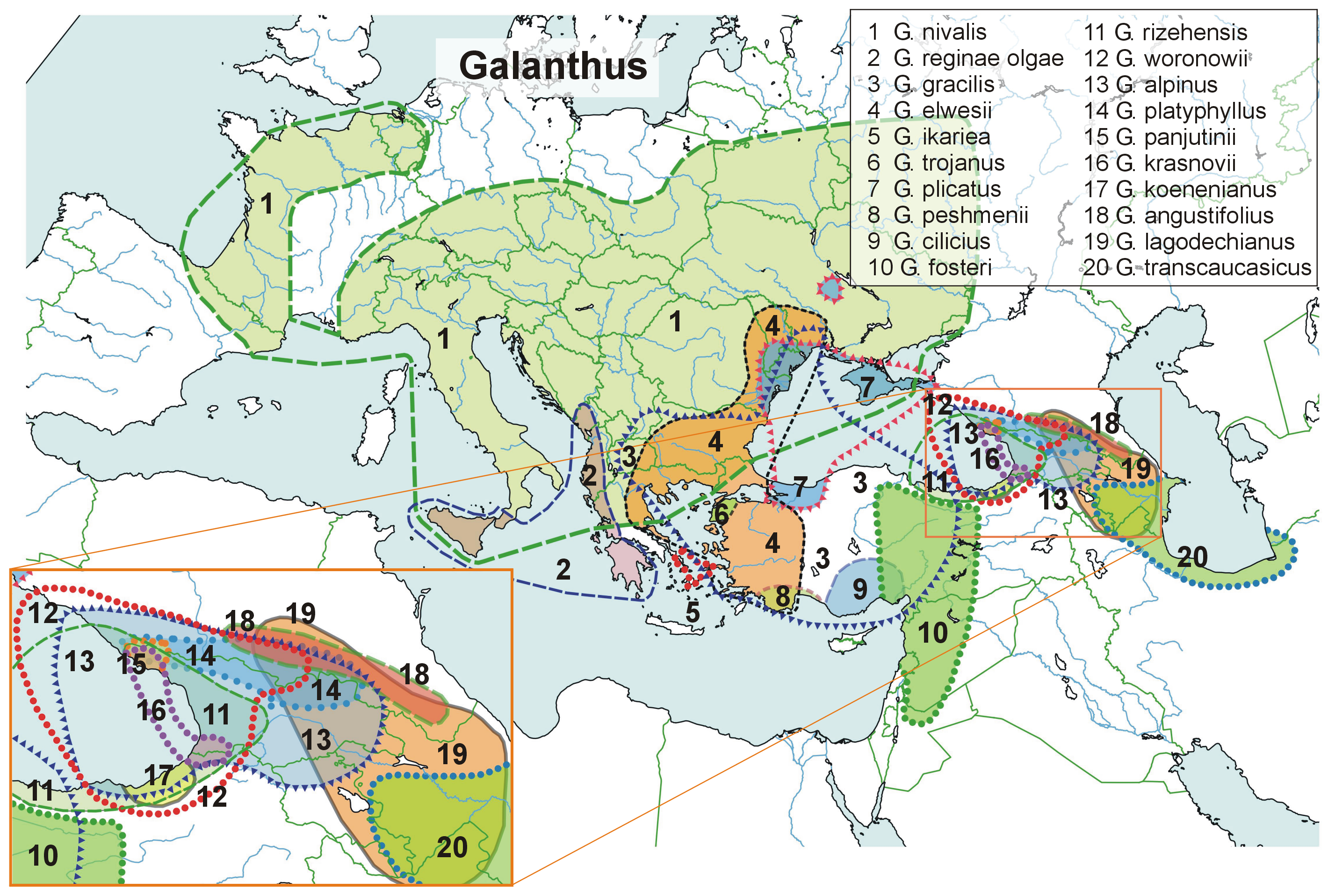
Карта поширення видів Galanthus у Європі та Західній Азії. (Спроба представлення відповідно до природного місця, вказаного у відповідних сторінках Вікіпедії (en, de, ru, fr)

Galanthus nivalis широко вирощується в садах, особливо в північній Європі, і широко натуралізувався у лісах у регіонах, де його вирощують. Однак він є природним для великої території Європи, від Іспанії на заході до України на сході. Він є природним для Албанії, Вірменії, Австрії, Боснії і Герцеговини, Болгарії, Хорватії, Чехії, Франції, Грузії, Німеччини, Греції, Угорщини, Італії, Польщі, Македонії, Молдови, Чорногорії, Румунії, Сербії, Словаччини, Словенії, Іспанії, Швейцарії, Туреччини та України. Він вважається натуралізованим у Великій Британії, Бельгії, Нідерландах, Норвегії, Швеції та частинах Північної Америки (Ньюфаундленд, Нью-Брансвік, Онтаріо, Массачусетс, Алабама, Род-Айленд, Коннектикут, Делавер, Індіана, штат Вашингтон, штат Нью-Йорк, Мічиган, Юта, Нью-Джерсі, Огайо, Пенсильванія, Меріленд, Вірджинія та Північна Кароліна).
Хоча часто вважається місцевою дикою квіткою Британських островів або такою, що була завезена туди римлянами, тепер думають, що він, ймовірно, був завезений набагато пізніше, можливо, на початку шістнадцятого століття.

## Активні речовини
Підсніжники містять активну речовину під назвою галантамін, яка може бути корисною при лікуванні легкої та помірної форми хвороби Альцгеймера, хоча це не є ліком. Галантамін був вперше виділений та екстрагований з підсніжників командою хіміків під керівництвом Димитра Паскова в Болгарії, де підсніжники є ендемічними.
Підсніжники також містять активний лектин або аглютинін під назвою GNA від Galanthus nivalis аглютинін. Він утворює гомотетрамер з бета-бочок, який може зв'язувати до дванадцяти залишків маннози. Він має інсектицидні властивості, ймовірно, спричиняючи токсичність через зв'язування глікозильованих елементів кишечника комах, і має антиретровірусні властивості. Картопля була генетично модифікована за допомогою гена GNA. У 1998 році Арпад Пустаї сказав в інтерв'ю програмі World in Action, що його група спостерігала пошкодження кишечника та імунної системи у щурів, яких годували генетично модифікованою картоплею. Він також сказав: "Якби у мене був вибір, я б точно цього не їв" і що "Я вважаю дуже несправедливим використовувати наших співгромадян як піддослідних кроликів". Ці зауваження були піддані критиці науковою спільнотою і започаткували так звану справу Пустаї. Подальший огляд роботи Пустаї Королівським товариством показав, що експерименти Пустаї були погано сплановані і використовували неправильний статистичний аналіз.

## Підсніжник у легендах

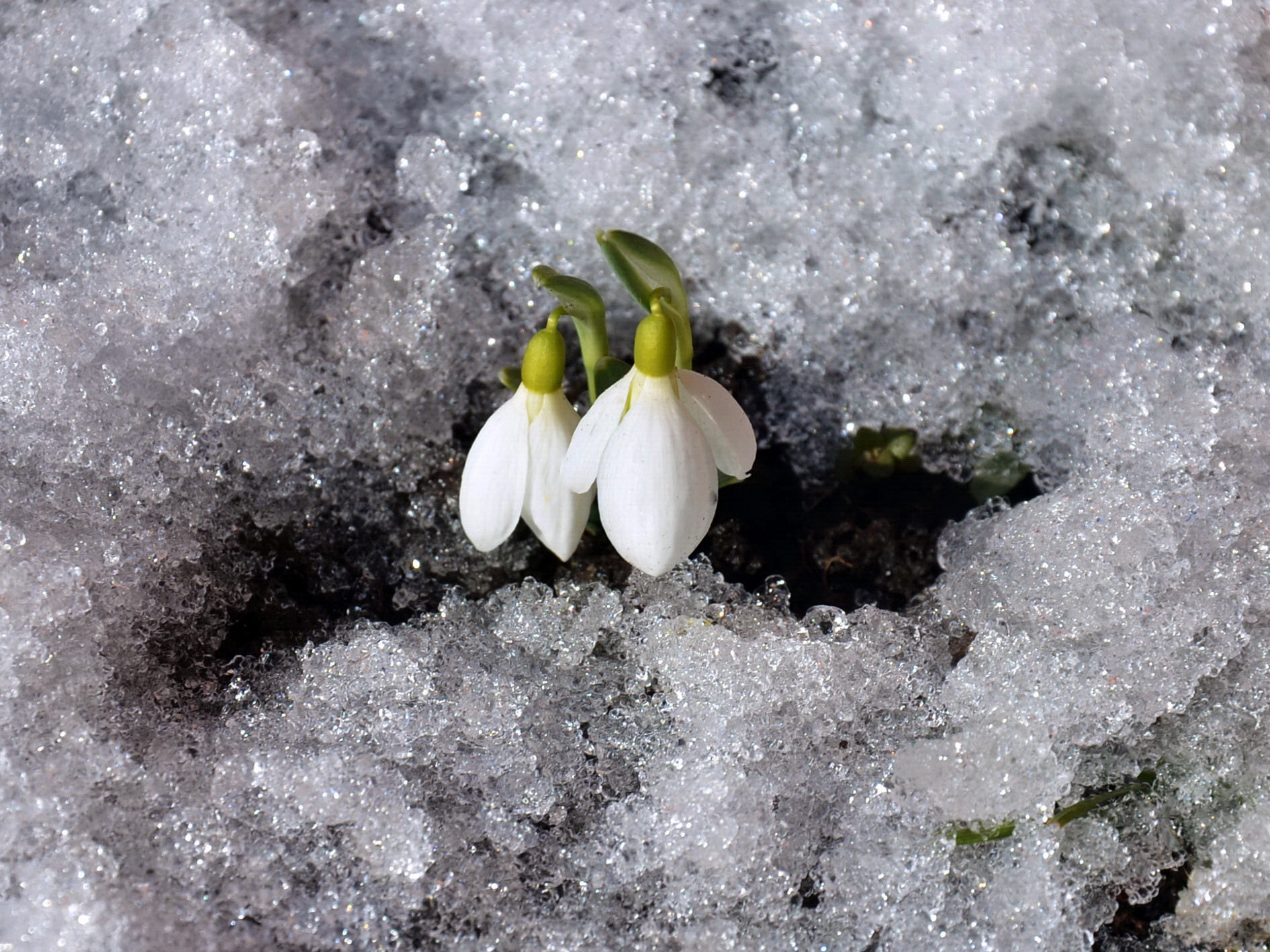
Підсніжник білосніжний (Galanthus nivalis) в середині лютого

Підсніжник — символ надії. За однією старовинною легендою, коли перші люди були вигнані з раю, на землі йшов сніг і було холодно. Єва дуже змерзла. Щоб її утішити, надати надії на кращі часи, кілька сніжинок перетворилися у ніжні квіти підсніжника — провісника весни[джерело?]. 